# Інститут внутрішніх аудиторів
Інститут внутрішніх аудиторів (ІВА) (англ. The Institute of Internal Auditors, IIA) — перша міжнародна професійна організація внутрішніх аудиторів. Займається розробкою, розповсюдженням та підтримкою стандартів внутрішнього аудиту. Члени інституту працюють у напрямках внутрішнього аудиту, менеджменту ризиків, внутрішнього контролю, аудиту інформаційних технологій, освіти та безпеки. Штаб-квартира інституту розташована в місті Лейк Мері, Флорида, США.

## Історія
Заяву про реєстрацію інституту було подано 17 листопада 1941 року. На першому засіданні, яке відбулося 9 грудня 1941 року в Нью-Йорку, були присутніми 24 особи, які працювали аудиторами в США. Через рік інститут налічував 104 члени, а через п'ять років — 1018 членів. В 1957 році, кількість членів зросла до 3700 і близько 20 % із них проживало вже поза межами США. 
На початку 70-х років минулого століття головний офіс інституту було перенесено до штату Флорида.
Станом на початок 2019 року інститут об'єднував понад 185 000 членів зі всього світу та був визнаним авторитетом у професійному світі внутрішніх аудиторів.
В Україні інститут представлений добровільною, недержавною, неприбутковою всеукраїнською громадською організацією «Інститут внутрішніх аудиторів України», яка була заснована 2000 року, а як відділення міжнародного інституту внутрішнього аудиту почала діяти з липня 2002 року. Метою діяльності організації є задоволення та захист професійних, соціальних, економічних, освітніх та інших спільних інтересів своїх членів, сприяння розповсюдженню та затвердженню принципів правової держави, та впровадженню в Україні міжнародної професійної практики внутрішнього аудиту.

## Місія
Місією інституту внутрішніх аудиторів є забезпечення динамічного керівництва професією. Це включає (але не обмежується) такі напрямки:
- Захист та просування цінностей, що фахівці внутрішнього аудиту надають своїм організаціям;
- Надання можливостей всебічного професійного розвитку, стандартів та рекомендацій, а також програм сертифікації;
- Дослідження та поширення знань серед практикуючих фахівців та інших зацікавлених сторін щодо внутрішнього аудиту та його ролі в управлінні ризиками та корпоративному менеджменті;
- Навчання практикуючих фахівців або будь-якої зацікавленої аудиторії провідним практикам внутрішнього аудиту;
- Об'єднання внутрішніх аудиторів з усіх країн світу для обміну досвідом та знанням стосовно внутрішнього аудиту.

## Сертифікація внутрішніх аудиторів
Сертифікований (або дипломований) внутрішній аудитор (англ. Certified Internal Auditor, CIA) — це головна професійна сертифікація, запропонована ІВА. Цей ступінь визнається професією та підприємницькою спільнотою в усьому світі. Сертифікат підтверджує компетенцію та професіоналізм власника у галузі внутрішнього аудиту.
Отримання CIA свідчить про професійне володіння знаннями, необхідними для професії внутрішнього аудитора. Крім того, власники сертифікату мають за обов'язок постійно підтримувати та підвищувати кваліфікацію.

## Розробка професійних стандартів
IIA має два рівні професійних документів: обов'язкові стандарти та рекомендовані практики. Ці два рівні складають Основи міжнародної професійної практики (англ. International Professional Practices Framework, IPPF).

### Обов'язкові стандарти
Визначення та кодекс етики є обов'язковими для членів IIA, а також для будь-якої організації в цілому світі, яка практикує внутрішній аудит. Стандарти об'єднані в так звану «Червону книгу».
Стандарти забезпечують:
1. Визначення головних принципів практики внутрішнього аудиту;
2. Основу для просування та надання послуг внутрішнього аудиту з широким спектром доданої вартості;
3. Критерії оцінювання внутрішнього аудиту;
4. Вдосконалення організаційних процесів та операцій.

#### Визначення
Внутрішній аудит є незалежною та об'єктивною консалтинговою діяльністю, спрямованою на підвищення вартості та поліпшення діяльності організації. Він допомагає організації досягти своїх цілей, запровадивши систематичний, дисциплінований підхід до оцінки та підвищення ефективності процесів управління ризиками, контролю та менеджменту.

#### Кодекс етики
Чотири принципи Кодексу етики — це сумлінність, незалежність та об'єктивність, конфіденційність і компетентність.
Кодекс етики містить дві складові: основні принципи щодо фаху та практики внутрішнього аудиту, очікувані стандарти поведінки внутрішніх аудиторів.

### Рекомендовані практики
Рекомендовані практики не є обов'язковими для застосування, вони пояснюють та визначають тлумачення стандартів.

### Практичні посібники GTAG
Практичні посібники GTAG (англ. Global Technology Audit Guide) було видано з метою керування ризиками та аудиту в галузі інформаційних технологій. Також ці документи регламентують процедури проведення IT-аудиту, виявлення шахрайства та забезпечення IT-безпеки, аналізу даних тощо.

### Допоміжні джерела
Включають різні матеріали, розроблені та/або схвалені IIA. Наприклад, Навчальні матеріали, наукові монографії, книги, семінари, конференції та інші продукти, пов'язані з професійною практикою внутрішнього аудиту.